# موريس هود الثالث
موريس هود الثالث (بالإنجليزية: Morris Hood III)‏ (21 مايو 1965 - 12 مايو 2020) سياسي أمريكي، كان عضوًا ديمقراطيًا في مجلس شيوخ ميشيغان. حيث مثل المنطقة 3، والتي تشمل ديربورن ميلفيندال، وجزءًا من ديترويت وذلك من انتخابه في 2010، كعضو مؤقت، حتى عام 2018. كما كان عضوًا في مجلس نواب ميشيغان لثلاث دورات من 2003 حتى 2008.
ولد هود في ديترويت. درس في جامعة وين ستيت وكلية هنري فورد المجتمعية. كان هود ابن موريس هود جونيور، حفيد موريس هود، الأب وابن شقيق ريموند دبليو هود.
توفي هود في 12 مايو 2020 بعد إصابته بمرض فيروس كورونا 2019.